# Eudoliche longa
Eudoliche longa là một loài bướm đêm thuộc phân họ Arctiinae, họ Erebidae.